# Kłącko
Kłącko (deutsch Klanzig) ist ein Dorf in der polnischen Woiwodschaft Westpommern und gehört zur Gemeinde Brzeżno (Briesen) im Kreis Świdwin (Schivelbein).

## Geografische Lage
Kłącko liegt 16 Kilometer südöstlich von Świdwin am Jezioro Kłąckie (Klanziger See) am Ostrand der Gmina Brzeżno an der Grenze zum Powiat Drawski. Nächste Bahnstation ist Gawroniec an der Strecke Połczyn-Zdrój – Złocieniec.

## Geschichte
Klanzig war bis 1945 ein Ortsteil der Gemeinde Dohnafelde (polnisch: Donatowo). Das Dorf und der See (mit einer Wasserfläche von 101 Hektar) gehörten dem Rittergutsbesitzer Moritz von Oppenfeld in Reinfeld (Bierzwnica). Ein Fischermeister hatte den See gepachtet und übte dort die Fischerei aus. Bei der Auflösung der Johanniterordens-Komturei im Jahr 1808 werden die Kate am Klanziger See sowie das Nutzungsrecht am See als zur Komturei gehörig beschrieben.
Klanzig gehörte bis 1932 zum Kreis Schivelbein, bis dieser im Landkreis Belgard (Persante) aufging. Amtsgerichtsbezirk war Schivelbein.
Heute ist Kłącko ein Teil der Gmina Brzeżno im Powiat Świdwiński.

## Amtsbezirk Klanzig
Mit den Ortschaften Dohnafelde (heute polnisch: Donatowo) und Karsbaum (Karsibór) bildete Klanzig bis 1945 einen eigenen Amtsbezirk.

## Standesamtsbezirk Klanzig
Die gleichen Ortschaften bildeten den gemeinsamen Standesamtsbezirk Klanzig. Noch vorhandene Personenstandsunterlagen der Jahre 1874 bis 1903 befinden sich heute im Staatsarchiv Köslin, aus der Zeit von 1904 bis 1945 im Standesamt Schivelbein. Weitere Register gelten seit 1945 als verschollen.

## Kirche
Klanzig war bis 1945 Teil der Kirchengemeinde Dohnafelde im Kirchspiel Reinfeld des Kirchenkreises Schivelbein der Kirchenprovinz Pommern der evangelischen Kirche der Altpreußischen Union.
Heute ist Kłącko Teil des Kirchspiels Koszalin (Köslin) in der Diözese Pommern-Großpolen der polnischen Evangelisch-Augsburgischen Kirche.